# Мотлохелоа, Джон
Джон Мотлохелоа (англ. John S. P. Motloheloa) — генеральный секретарь Коммунистической партии Басутоленда, исполняющий обязанности секретаря АНК в Западно-Капской провинции.

## Биография
Джон Мотлохелоа родился в Басутоленде (ныне Лесото). Вырос в Оранжевом свободном государстве, в 1938 переехал в Кейптаун.
В середине 1950-х исполнял обязанности секретаря Африканского национального конгресса (АНК) в Западно-Капской провинции. В 1956 году участвовал во Всемирном фестивале молодежи в Варшаве, а также посетил Англию и Венгрию.
В 1957 году, когда Мотлохелоа был главным агентом-распространителем социалистической газеты New Age в Кейптауне, Южно-африканское правительство объявило его незаконным иммигрантом и заставило вернуться в Басутоленд.
Активно участвовал в создании Коммунистической партии Басутоленда (Лесото), после её создания был её генеральным секретарём. Пережил покушение, в результате которого был тяжело ранен в спину.
Во время советско-китайского раскола занял прокитайские позиции.